# NE555

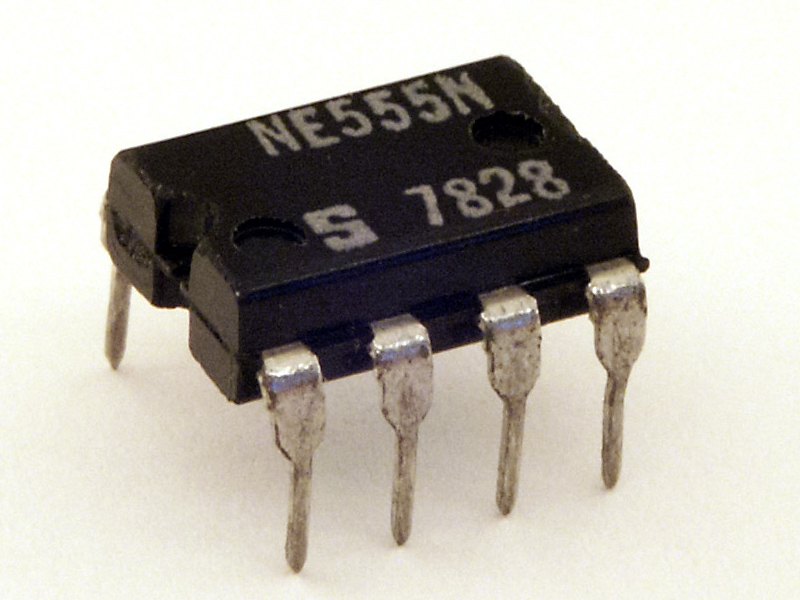
Мікросхема таймера NE555 в корпусі PDIP8

Внутрішня блок-схема таймера

NE555 («555 таймер» або просто «555») — інтегральна мікросхема-таймер, призначена для формування одиночних і повторюваних імпульсів зі стабільними часовими характеристиками. Застосовується для побудови різних генераторів, модуляторів, реле часу, порогових пристроїв та інших вузлів електронної апаратури.
Вперше випущений у 1971 році компанією Signetics, 555 таймер як і раніше широко застосовується через простоту використання, низьку ціну і стабільність.

## Історія розробки
Мікросхема була розроблена у 1971 році швейцарським інженером-електронщиком Гансом Камензіндом (Hans R. Camenzind) за контрактом з Signetics, яку згодом придбав Philips (зараз NXP).
Залежно від виробника, стандартний 555 таймер має в собі близько 25 транзисторів, 2 діоди і 15 резисторів на кремнієвому чипі, що встановлений у 8-контактний DIP-8 корпус.
Існують модифікації 555, як наприклад, 556 — об'єднання двох 555 на одному чипі у 14-контактному DIP корпусі, а 558 включає в себе цілих чотири 555-х таймера. Малопотужні версії 555 також доступні — NE555V, NE555T, SE555V і SE555T.
Була висунута гіпотеза про те, що 555 таймер отримав свою назву від трьох резисторів номіналом у 5 кОм, що використовуються в ньому, але Ганс Камензінд заявив, що це число було довільним.
Радянськими аналогами таймерів типу 555 є КР1006ВИ1 і КР1087ВИ2.

## Розпіновка мікросхеми
| Pin | Назва | Призначення | Опис |
| --- | ----- | ----------- | --- |
| 1   | GND   | Земля       | Земля, низький рівень (0 В) |
| 2   | TRIG  | Запуск      | Коли напруга на цьому виході стає нижчою 1/2 від CTRL, на виході з'являється напруга високого рівня і починається відлік часу. |
| 3   | OUT   | Вихід       | На цьому виводі формується одна з двох напруг, що приблизно відповідають GND і VCC — 1,5 В, в залежності від стану таймера. |
| 4   | RESET | Скидання    | При подачі на цей вхід напруги менше 0,7 В вихід мікросхеми примусово переходить в стан низького рівня (перемикається на GND). |
| 5   | CTRL  | Керув.      | Підключений безпосередньо до внутрішнього дільника напруги. За відсутності зовнішнього сигналу має напругу 2/3 від VCC. Визначає пороги зупинки і запуску. |
| 6   | THR   | Зупин.      | Коли напруга на цьому виводі перевищує напругу на CTRL, на виході встановлюється напруга низького рівня, інтервал закінчується. Зупинка можлива, якщо на вхід TRIG не надходить сигнал запуску, тому що вхід TRIG має пріоритет над THR (виняток — мікросхема КР1006ВИ1).        |
| 7   | DIS   | Розряд      | Вихід типу «відкритий колектор», зазвичай використовується для розрядки часозадаючого конденсатора між інтервалами. Стани цього виходу повторюють стани основного виходу OUT, тому можливе їх паралельне з'єднання для збільшення навантажувальної здатності таймера за струмом. |
| 8   | VCC   | Живлення    | Позитивна напруга живлення, яка зазвичай складає від 3 до 15 В. |

## Режими роботи таймера
Мікросхема 555 має три режими роботи:
- Моностабільний
- Астабільний
- Бістабільний (або Тригер Шмітта)

### Моностабільний режим

Схема підключення таймера в моностабільному режимі

У моностабільний режимі таймер 555 виступає як генератор "одиночних" імпульсів.

### Астабільний режим

Схема підключення таймера в астабільному режимі

У астабільному режимі таймер 555 видає безперервний потік прямокутних імпульсів, що мають задану частоту.
Частота імпульсів залежить від значень резисторів R1, R2 і конденсатора C:
{\displaystyle f={\frac {1}{\ln(2)\cdot C\cdot (R_{1}+2R_{2})}}}
Операція скидання в цьому режимі не визначена.

## Характеристики
Нижче в таблиці наведені робочі параметри для NE555. Інші 555 таймери можуть мати різні характеристики залежно від марки.
| Напруга живлення (VCC)                    | 4,5—15 В               |
| Струм споживання (при VCC = +5 V)         | 3—6 мА                 |
| Струм споживання (при VCC = +15 V)        | 10—15 мА               |
| Максимальний вихідний струм               | 200 мА                 |
| Максимальна потужність                    | 600 мВт                |
| Потужність споживання (мінімальна робоча) | 30 мВт@5В, 225 мВт@15В |
| Інтервал робочих температур               | 0 — 70 °C              |